# Rue Taranne
La rue Taranne est une ancienne rue de Paris intégrée au boulevard Saint-Germain lors de son percement dans les années 1870.

## Situation
Apparue au XVIe siècle, dans le faubourg Saint-Germain, elle menait de la rue Saint-Benoît à la rue des Saints-Pères.

## Origine du nom
La dénomination de cette voie est une altération de « rue de Tarrennes », nommée en l'honneur de Simon de Tarrennes, échevin en 1417, sous la prévôté de Guillaume Cirasse.

## Historique
Les sources utilisées principalement pour retracer en particulier les origines de la rue Taranne sont les suivantes :
- Topographie historique du vieux Paris, vol. III, p. 269-271 ;
- J.-L. Belin et A. Pujol, Histoire civile, morale et monumentale de Paris (…), Paris, Belin-Leprieur, 1843, p. 49 ;
- les articles Hôpital de la Charité de Paris, cathédrale Saint-Vladimir-le-Grand, Fontaine de la Charité, cimetière Saint-Germain et frères de Saint-Jean-de-Dieu.

Contrairement à ce qu'affirment certaines sources, la rue Sainte-Marguerite longeait l'abbaye Saint-Germain par le sud et n'est donc pas un ancien nom de la rue Taranne, comme l'atteste ce plan de 1723.

### AuXVIesiècle: un cloaque

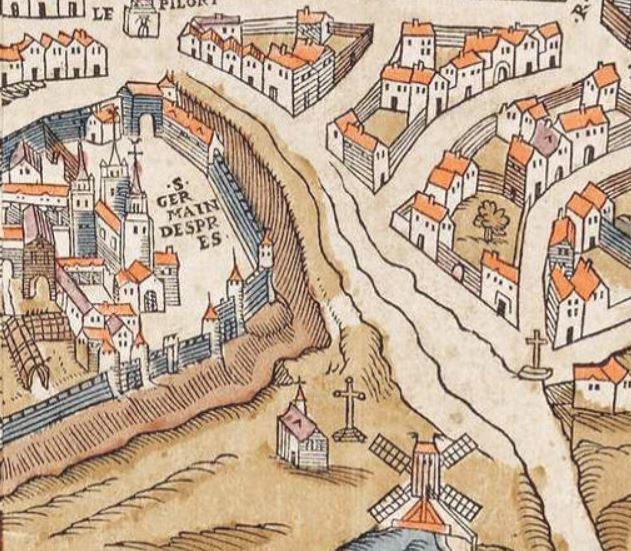
Plan de Truschet et Hoyau (vers 1550).

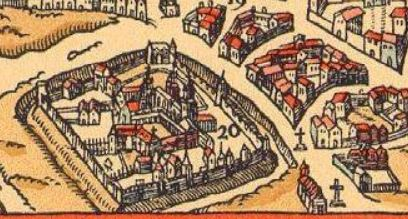
Détail du plan de Belleforest (1575).

Les plans de Paris du XVIe siècle, malgré leurs imprécisions, témoignent de la faible urbanisation de cette partie du faubourg Saint-Germain à l'époque. Le vaste domaine de l'abbaye Saint-Germain-des-Prés domine le quartier. À l'ouest, on peut voir la petite chapelle Saint-Pierre, datée du XIIIe siècle ; les plans d'époque ne montrent généralement pas le petit cimetière Saint-Germain qui en dépendait ; entre les deux, une large voie préfigure la rue Taranne.
Depuis le XVe siècle, la riche famille des Taranne s'était installée dans les environs et l'usage y avait associé son nom, avant même que la rue n'existât officiellement ; c'est ainsi que la plus ancienne mention connue de la rue Taranne se trouve dans un contrat de bail du 28 janvier 1551 et qu'une demeure de la rue conserva le nom d'« hôtel de Taranne ».
Un égout à ciel ouvert empruntait, dit-on, la rue Taranne et se jetait dans les fossés qui aboutissaient à la Seine à la tour de Nesle. Quoi qu'il en fut, le quartier de manière générale et l'angle des rues Taranne et Saint-Benoît en particulier souffrent d'un problème d'évacuation des eaux qui cherchent leur chemin vers la Seine ; le nom de la rue de l'Égout en atteste et différents « arrêts » le confirment :
- arrêt du 9 mars 1577 : c'est la plus ancienne mention connue de la rue Taranne dans un acte public ;
- l'arrêt du 14 juin 1578 déplore une aggravation de la situation : « Et d'autant qu'il est très nécessaire pour obvier à l'inconvénient de ceux qui pourraient être infectés au moyen des eaux qui s'amassent en la rue de Tarenne [sic], et que l'année présage de grandes chaleurs[8]. » ;
- arrêt du 15 juin 1579 pour les frais de la pente des eaux & pavé du Faubourg Saint-Germain. « La Cour, après avoir ouï le procureur général du roi en ses remontrances et conclusions, et, vu l'arrêt d'icelle du 9 mars 1577 a ordonné et ordonne que par maître Jacques Brisart et Jacques Violle, conseillers du Roi en icelle, commissaires par Elle commis pour l'exécution d'autres arrêts de ladite cour du 3 de ce mois, fera procéder à la taxe par tiers des deniers nécessaires à lever pour les frais de la pente des eaux, rue et pavé depuis la Croix-Rouge faubourg Saint-Germain-des-prés, rue du Four, et Taranne jusques à la rivière de Seine, tant sur les prévôts des M. et échevins de cette ville, religieux, abbé et convent de Saint-Germain-des-prés, que manants et habitants du dit bourg Saint-Germain […][9]. »

Il ne sera couvert en partie qu'en 1615, aux dépens de l'abbaye et des riverains.

### AuXVIIesiècle

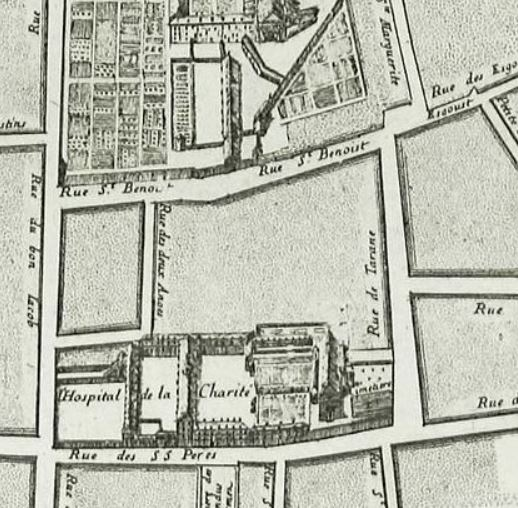
Cet extrait du plan de Bullet et Blondel (1676) montre le passage qui menait de la rue Taranne à l'hôpital et le cimetière qui jouxtait l'église.

#### Un hôpital
En 1606, Marie de Médicis fait venir d'Italie les frères de Saint-Jean-de-Dieu qui reçoivent de l'abbaye de Saint-Germain-des-Prés l'usage puis la cession de la chapelle Saint-Pierre et du cimetière Saint-Germain.
En 1613, Marie de Médicis pose la première pierre d'un nouvel édifice qui remplace l'ancienne chapelle et sera dédié en juillet 1621 par l'archevêque d'Embrun. C'est l'actuelle cathédrale Saint-Vladimir-le-Grand.
La congrégation avait reçu pour mission de la part d'Henri IV et de l'archevêque de Paris, de fonder un couvent-hôpital pour soigner les malades pauvres. Ce sera le rôle de l'hôpital de la Charité dont la construction commence en 1613, sur la rue des Saints-Pères, à côté de l'église. Si l'entrée principale s'en trouvait rue des Saints-Pères, il était aussi possible d'y accéder par la rue Taranne.
C'est à cette époque que l’égout est partiellement couvert (voir ci-dessus).

#### La courtille

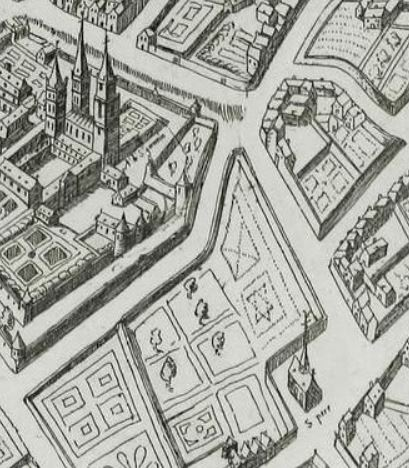
La courtille de l'abbaye sur le plan Quesnel (1609).

De l'abbaye dépendait, à l'ouest de son domaine, une courtille, parfois appelée « clos des Vignes », de 3 arpents et demi. Ce jardin, entouré d'une enceinte, s'étendait sur l'espace que formeront les rues des Saints-Pères, Saint-Benoît, de l'Égout et Jacob et le passage du Dragon ; il marquait en particulier le tracé de la rue Taranne qui va s'élargissant en direction de l'actuelle cathédrale Saint-Vladimir-le-Grand.
La courtille fut vendue en 1637 à quatre particuliers qui purent ainsi bâtir le côté nord de la rue.

« Le sieur Chatelain & consorts en acquirent trois arpents deux perches & demi par contrat du 26 octobre [1637] &, par acte du 17 mars 1638, le sieur Chatelain céda à un Frère de la Charité sa portion dans cet acquêt qui était de 360 toises 1 pied 3 pouces. »

— « Les Frères de la Charité », Journal des Beaux-Arts et des Sciences, IIIe supplément, Paris, Lacombe, 1775, p. 97.

#### Une fontaine
En vertu d'une ordonnance royale de 1671, une fontaine fut installée en 1675 à côté de la porte de l'église de l'hôpital, qui donnait rue Taranne (entre les maisons qui seront numérotées 18 et 20 au XIXe siècle) ; elle prit le nom de l'institution à laquelle s'adossait : la fontaine de la Charité.

#### Carrosse à cinq sols
Entre 1662 et 1677, circulent à Paris les Carrosses à cinq sols, la première offre de transport en commun au monde. La quatrième des cinq itinéraires existants, a son bureau à l'extrémité est de la rue Taranne.

#### Conclusion

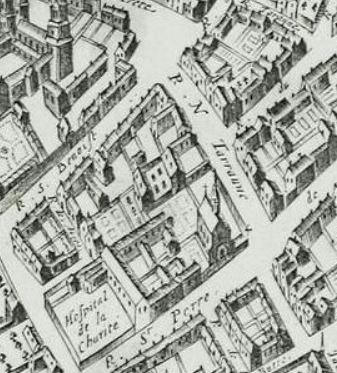
Le plan de Boisseau (1648) est le premier à reprendre le nom de la rue Taranne.

C'est au XVIIe siècle que se développe la rue Taranne, dans la foulée du développement progressif du faubourg. Le plan de Boisseau de 1648 est le premier à y faire figurer son nom. On trouve en une première description en 1698.

« La rue de Taranne est embellie par quelques Maisons dont les principales sont l'Hôtel de S. Simon en face de cette rue, & la Maison occupée par le Marquis de Polignac [maison des bains, ci-dessous]. Mais la plus considérable sans contredit est la Maison du Président Lambert de Vermont […]. Il y a dans le fond [du jardin] un bosquet […] où l'on peut jouir de la solitude & de la fraîcheur avec autant de tranquillité que si l'on était fort éloigné du tumulte & de l'embarras de la Ville. »

### AuXVIIIesiècle

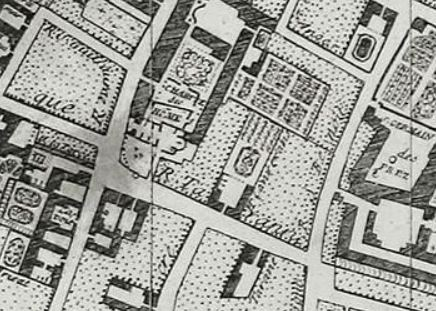
Le plan de Delagrive de 1728 fait apparaître explicitement le vaste domaine de ce qui sera la maison des bains (no 12), l'hôtel Taranne et l'hôtel de La Force.
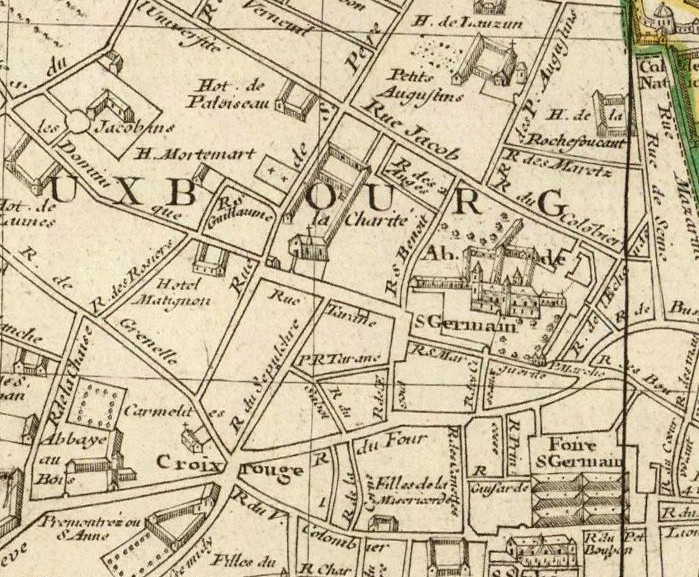
Détail du plan de Turgot (1734).[à vérifier]
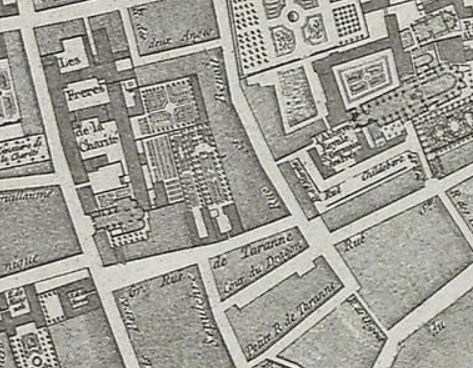
Détail du plan de Jaillot (1775).

La rue Taranne, comme tout le faubourg Saint-Germain et les autres anciens faubourgs de Paris, est intégrée à la Ville en 1701.
En 1732, entre la rue Taranne et la petite rue Taranne (aujourd'hui rue Bernard-Palissy) fut aménagée la cour du Dragon qui reliait les rues de l’Égout (supprimée lors du prolongement de la rue de Rennes en 1868) et la rue du Sépulcre (aujourd'hui, rue du Dragon). Située directement à l'arrière de la rue Taranne, son percement ne fut pas sans conséquence sur les parcelles du côté sud de la rue Taranne ; voir entre autres ci-dessous l'histoire de l'hôtel Taranne.
Le 20 juillet 1757, durant une période de canicule (37,7 °C à Paris, le 14 juillet), la foudre tomba sur la rue et consuma 6 maisons.
Diderot signale un incendie au bout de la rue dans sa lettre à Sophie Volland du 8 octobre 1760. Il s'agit sans doute de l'hôtel de Berny (voir ci-dessous).

« Hier, je m'en revenais de chez M. Damilaville, à minuit, par le plus affreux temps du monde… Arrivé à ma porte, Jeanneton appelée, en attendant qu'elle descendît, mon fiacre m'a dit qu'un hôtel qui fait le coin de la rue des Saints-Pères, à côté de chez moi, habité par M. de Bacqueville, était en feu. […] Le feu y était depuis midi. […] Une grande aile de l'hôtel a été brûlée. »

Dans la nuit du 19 ou 20 août 1794, un incendie éclata à la bibliothèque de l'abbaye de Saint-Germain-des-Prés, située à l'extrémité est de la rue Taranne. Dans les jours qui suivirent, les ouvrages sauvés des flammes furent entreposés rue Taranne, dans la maison Viennay (c'est-à-dire Viennoy, la future maison des bains ?). De là, les volumes rejoindront la Bibliothèque nationale en 1796.

### AuXIXesiècle

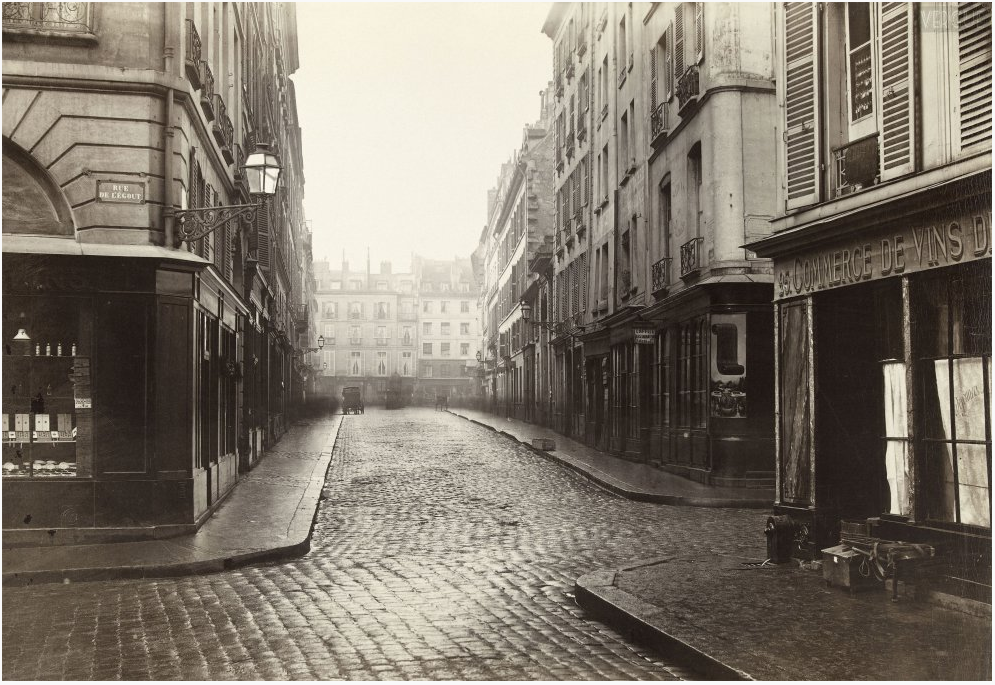
La rue Taranne vers 1866, photographie de Charles Marville. Au fond, on aperçoit deux immeubles de la rue des Saints-Pères. Celui de gauche est l'hôtel Selvois.

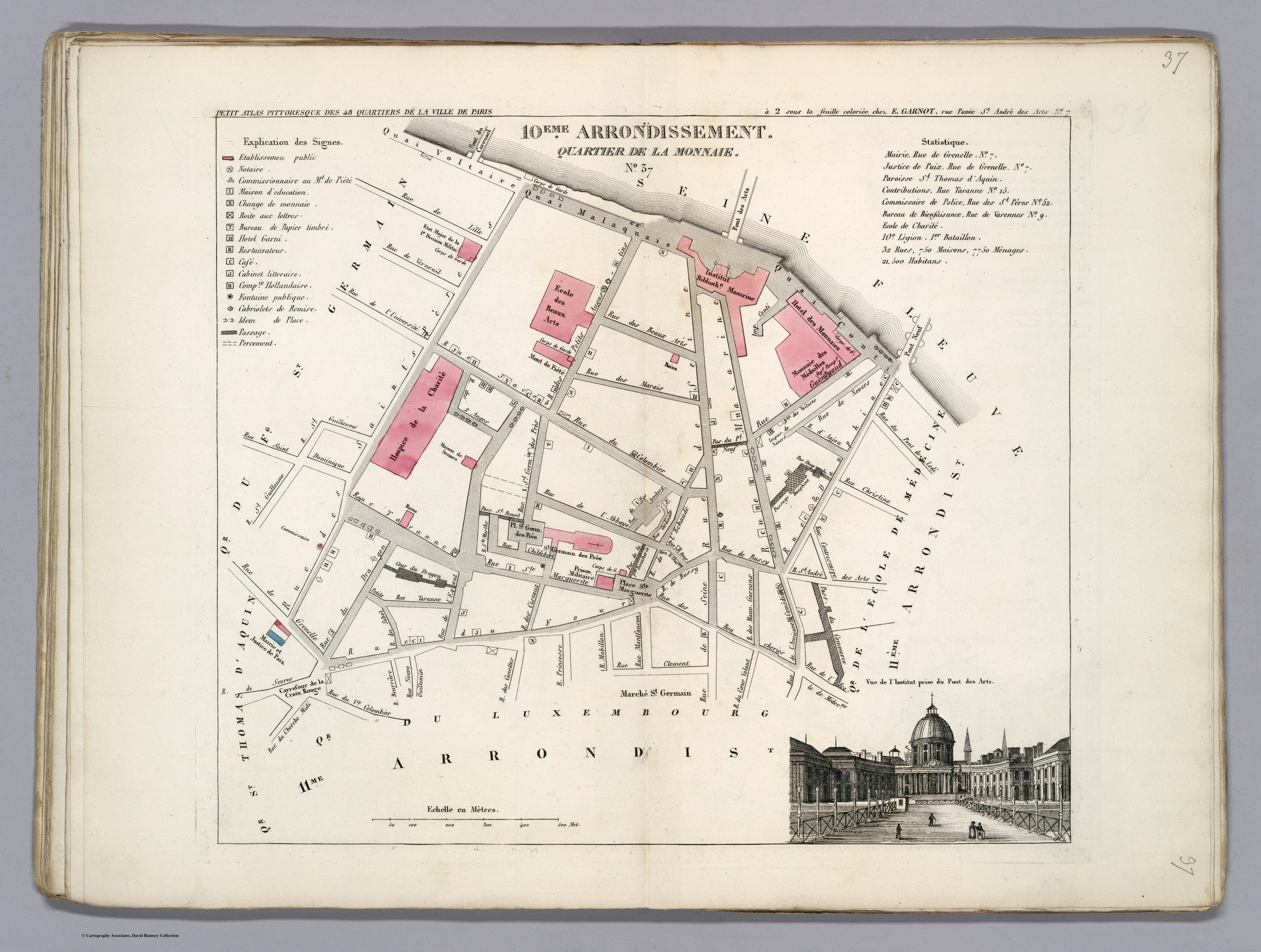
Plan extrait de A. M. Perrot, Petit atlas pittoresque des quarante-huit quartiers de la ville de Paris, Paris, E. Garnot, 1834. On peut y voir l'emplacement des bains et du stationnement des cabriolets.

Une décision ministérielle du 2 thermidor an X (21 juillet 1802), signée Chaptal, fixe la moindre largeur de la rue à 9,50 m.
En 1808, la rue du Sépulcre est renommée « rue du Dragon » à la demande des habitants.
Une ordonnance de Louis-Philippe Ier du 29 avril 1839 revient sur l'alignement des immeubles et porte la moindre largeur à 12 m et la plus grande à 23 m et soumet les premiers immeubles impairs à un retranchement qui élargit le carrefour avec la rue de l'Égout (rue de Rennes) :
- no 1 : 2,50 à 3 m ;
- no 3 : 2,80 m à 2,50 m ;
- no 5 : 1,30 à 1,80 m ;
- no 7 : 1 m.

En 1845, la 5e ligne d'omnibus passe dans la rue : venant de la rue des Saint-Pères, elle emprunte la partie ouest de la rue Taranne, puis tourne à droite dans la rue du Dragon. En 1855, la ligne d'omnibus I (i majuscule) passe dans la rue, venant de la rue du Dragon vers la rue Sainte-Marguerite (rue Gozlin). En 1856, c'est la ligne V (Barrière du Maine - Chemin du Nord) qui passe rue Taranne.
Quelques événements liés à la période de la Commune de Paris (1871) se sont déroulés rue Taranne et place Saint-Benoît. Le Journal officiel de la République française évoque des barricades rue Taranne le 3 août 1871 (p. 2399). Une gravure d'un dessin de M. Sahib s'intitule en effet : Les Défenseurs de la Commune. Une femme conduisant une batterie de mitrailleuse, place Taranne, le 22 mai.
« Sur la rive gauche, le général Cissey avait pris d’assaut, dès le matin, la gare Montparnasse, après avoir tourné, par le carrefour de la Croix-Rouge, la rue du Dragon et la rue de Taranne, les batteries de la rue de Rennes. », Prosper-Olivier Lissagaray, Le huit journées de mai, Bruxelles, Bureau du Petit journal, 1871, p. 68.

### Disparition
« La rue Taranne avait peu à redouter de cette trouée radicale, en raison du médiocre intérêt que présentaient ses maisons »

— A. De Champeaux, « L'art décoratif dans le vieux Paris. IV, Le faubourg Saint-Germain (suite) », Gazette des Beaux-Arts, janvier 1891, p. 268.

« Chambéry est une ville d'un aspect monacal. Ses rues sont étroites, tortueuses ; son unique place intérieure, celle de Saint-Léger, n'est pas plus vaste que la rue Taranne à Paris, à laquelle elle ressemble beaucoup. »

— M. Goumain-Cornille, La Savoie, le Mont Cenis et l'Italie septentrionale, 1865, p. 27.

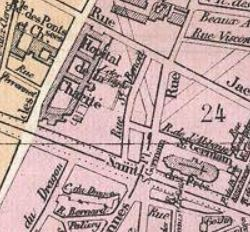
Sur le plan de Paris d'Andriveau-Goujon (1878), la rue Taranne a disparu.

Quoi qu'il en fut, les hôtels anciens avaient vieilli et avaient déjà connu divers réaménagements. En dépit de quelques occupants illustres, aucune historicité ne pouvait protéger la rue Taranne de la détermination de dérouler le nouveau boulevard Saint-Germain. L'effacement de la rue Taranne est annoncé fin juillet 1866, par décret impérial.
Les travaux commencent par le prolongement de la rue de Rennes ; le tronçon qui l'amène à Saint-Germain-des-Prés est percé entre octobre 1867 et avril 1868. Dans ce cadre, le carrefour Saint-Benoît, l'angle formé par les rues Taranne et de l'Égout sont redessinés, mais l'alignement et certaines maisons du côté sud de la rue Taranne ont été conservées. C'est surtout le côté nord de la rue Taranne — les maisons portant un numéro pair — qui a été démoli, pour partie déjà en décembre 1876.
Évocations dans la presse
- Ernest Herbaut, « Le boulevard Saint-Germain », L'Univers illustré, 4 mars 1876, p. 150.
- Le Petit Journal, 11 juin 1876, p. 3, 2e colonne.
- Société académique de l'Aube, [compte rendu de la séance] du 19 mai 1876, Revue de Champagne et de Brie, 1876, no 1, p. 166
- Journal des débats politiques et littéraires, 18 juin 1876, p. 3.
- « La percée du boulevard Saint-Germain fera disparaître plusieurs maisons auxquelles se rattachent d'intéressants souvenirs », L'Univers illustré, 24 juin 1876, p. 403.
- Société académique de l'Aube, [compte rendu de la séance] du 20 octobre 1876, [Indemnités à accorder aux expropriés], Revue de Champagne et de Brie, 1876, no 1, p. 502.

Le dernier immeuble à démolir tombe le dimanche 5 août 1877.
Le boulevard Saint-Germain achevé, les maisons subsistantes de la rue Taranne (côté sud) sont renumérotées (no 149 à no 175) pour assurer la continuité des numéros sur le boulevard. De nouveaux immeubles viennent rapidement border le côté nord du nouveau boulevard : les nos 180 et 182, par exemple, sont bâtis dès 1878. Le Café de Flore est attesté dès 1884.

### Vestiges

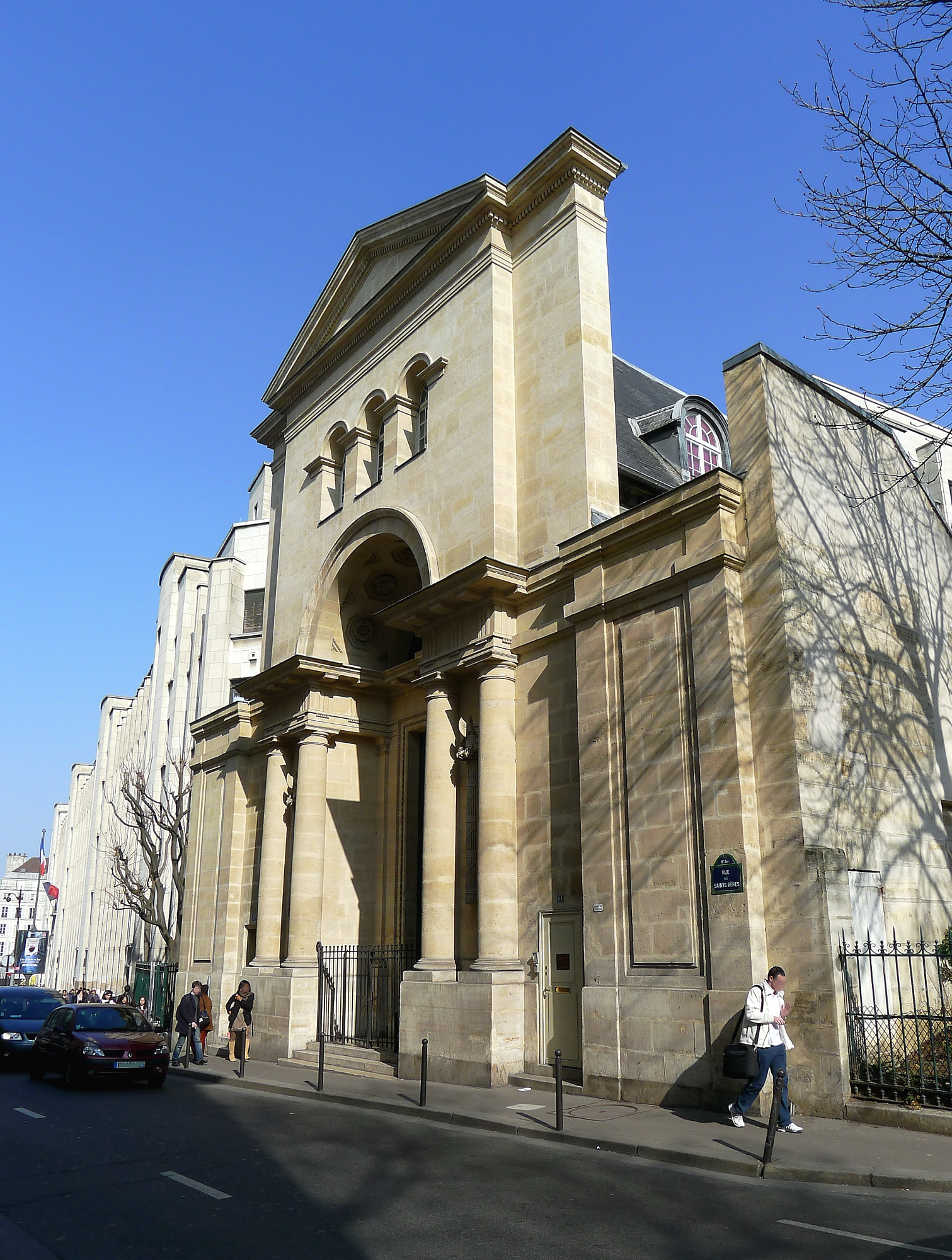
La cathédrale Saint-Vladimir-le-Grand.

Les deux bâtiments qui marquaient son extrémité ouest, au coin de la rue des Saints-Pères, existent toujours (en 2014)[Passage à actualiser] : c'est, au nord, la cathédrale Saint-Vladimir-le-Grand, bâtie au XVIIe siècle, et, au sud, l'actuel no 175 du boulevard Saint-Germain, construit en 1680. C'est à ce coin (48° 51′ 16″ N, 2° 19′ 49″ E) que l'on peut voir aussi une ancienne inscription du nom de la rue.
Sur le trottoir sud du boulevard Saint-Germain, certains immeubles ont encore appartenu à la rue Taranne :
- no 149, construit en 1860 (brasserie Lipp) ;
- no 153, construit en 1700 ;
- no 155, construit en 1780 ;
- no 157 (9, rue Taranne au XIXe siècle), construit en 1800 et dont on peut toujours voir la porte d'origine (reproduite dans un ouvrage d'art en 1835) ;
- no 159, construit en 1870 ;
- no 169, construit en 1720 ;
- no 173, construit en 1800 ;
- no 175, construit en 1680.

Le 31 juillet 1879, M. Delabrousse proposa au conseil communal de nommer le tronçon du boulevard qui remplaçait la rue Taranne du nom de Diderot — dont la maison qu'il occupa trente ans avait été rasée. Ce ne fut manifestement pas retenu.

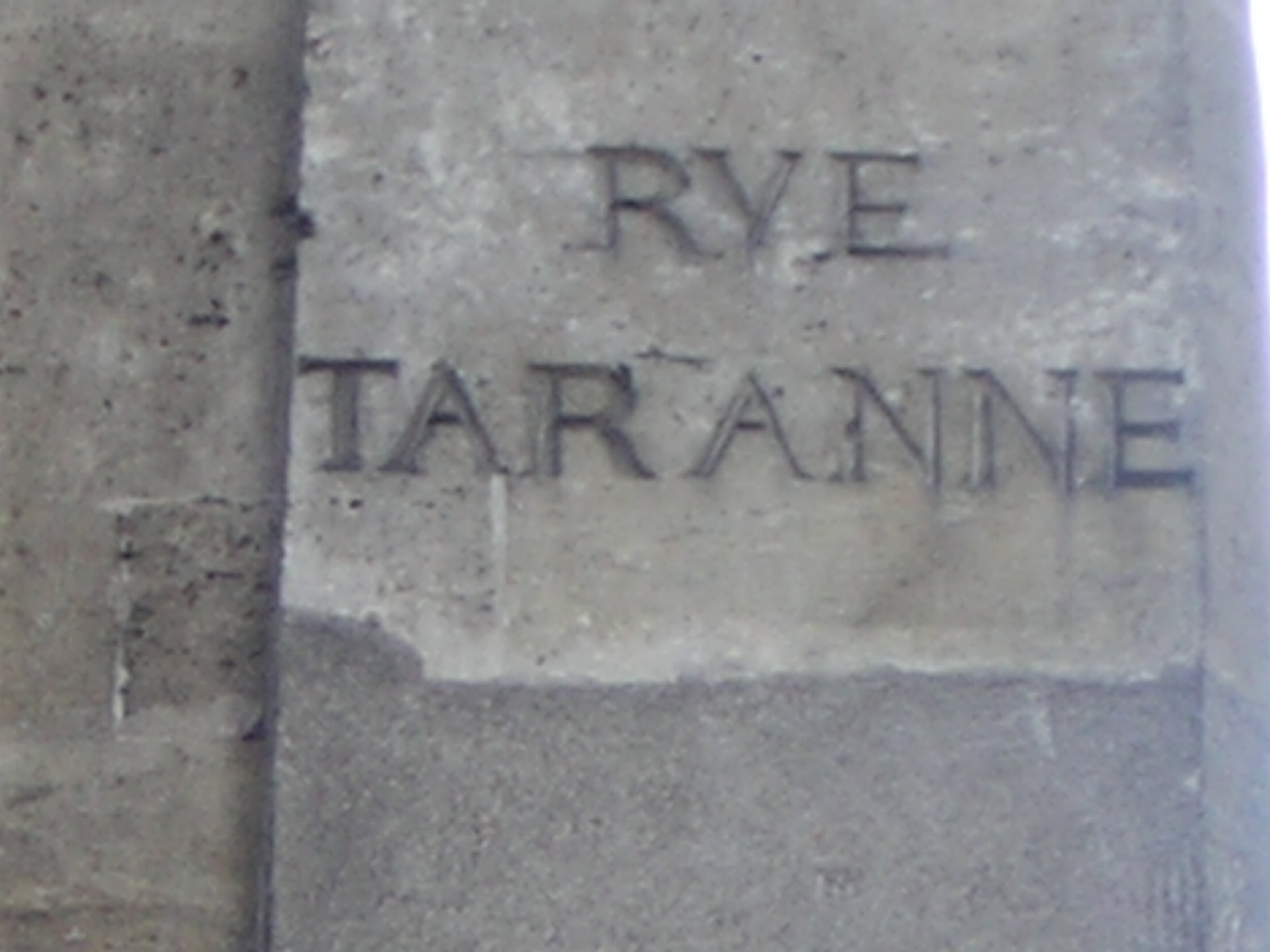
Plaque à l'angle du boulevard Saint-Germain et de la rue des Saints-Pères.

Le 12 mai 1906, André Laugier fait adopter l'idée d'apposer une plaque émaillée qui rappelle le souvenir de la rue Taranne, au 175, boulevard Saint-Germain.
En 1912, on joint encore le souvenir de l’« ancienne rue Taranne » à l'évocation du nouveau boulevard Saint-Germain.

## Repères cadastraux
La rue Taranne allait de la rue Saint-Benoît à la rue des Saint-Pères, parallèlement à la Seine, en s'élargissant d'est en ouest. Au milieu de son côté sud — le plus éloignée du fleuve — aboutissait la rue du Sépulcre, aujourd'hui rue du Dragon.

### Numérotation
Jusqu'à la fin du XVIIIe siècle, les immeubles ne sont pas numérotés. Le repérage des immeubles et des parcelles doit se faire à partir des enseignes, des plans de ville, des plans cadastraux et des adresses postales descriptives (« vis-à-vis la rue Saint-Benoît », « au coin de la rue du Sépulcre », « face à la fontaine »…).
Entre 1789 et 1805, les immeubles portent une numérotation basée sur un découpage par district, qui explique la présence de numéros supérieurs à ceux que l'on trouvera au XIXe siècle.
En 1805, Napoléon impose une numérotation séquentielle. Les maisons de la rue Taranne sont alors numérotées d'est en ouest (no 1 du côté de l'abbaye de Saint-Germain-des-Prés). En 1812, les maisons du côté sud sont numérotées de 1 à 27 (la rue du Sépulcre se situant entre les nos 15 et 17) et les maisons paires des nos 2 à 20,.
À la disparition administrative de la rue, les maisons conservées du côté sud sont renumérotées de 149 à 175 pour s'inscrire dans la continuité de la numérotation du boulevard Saint-Germain.

## Bâtiments remarquables et lieux de mémoire
La numérotation donnée entre parenthèses est celle portée par les immeubles au XIXe siècle.

### Siège de l’École libre des sciences politiques (n°16)
L'École libre des sciences politiques trouve son deuxième siège dans un appartement de la rue Taranne, au n°16, en 1873, avant d'en être expropriée.

### Hôtel Selvois, de Saint-Simon et de La Force (rue des Saints-Pères,no48)
Bien que l'hôtel Selvois ouvre sur le trottoir ouest de la rue des Saints-Pères, ses occupants sont parfois signalés comme installés rue Taranne, dont il ferme l'horizon vers l'ouest. C'est le cas de Saint-Simon.
Jusqu'en 1544 au moins se trouve à son emplacement un cimetière réservé aux lépreux de la maladrerie Saint-Germain, qui répond au cimetière Saint-Germain.
En 1644, Olivier Selvois, trésorier des maisons et finances d'Henri de Bourbon-Verneuil, commande à Daniel Gittard un immeuble à construire à l'extrémité ouest de la rue Taranne, dont il fermera dorénavant la perspective,.
Le mémorialiste Louis de Rouvroy, duc de Saint-Simon naît dans l'immeuble en 1675 et lui donne son nom. Il l'occupe, en tant que locataire des Selvois, jusqu'en 1714.
L'hôtel est racheté par le duc de La Force le 4 mars 1714 et signalé comme hôtel de La Force sur le plan de Roussel de 1730.
Vers 1700, « cette maison passait pour belle » et présentait « des beautés, de la régularité et de la symétrie dans l'élévation », mais n'est plus que « fort ordinaire quoique assez vaste » cinquante ans plus tard, selon Jacques-François Blondel, qui accompagne son texte d'une belle gravure représentant l'hôtel et cette extrémité de la rue Taranne (avec la fontaine de la Charité). On voit également l'hôtel sur deux photographies de Charles Marville,.
L'hôtel est placé perpendiculairement à l'axe du déroulement du futur boulevard Saint-Germain, l'alignement sud des immeubles devant passer par le milieu de sa porte cochère. Certes, l'hôtel n'empiéterait pas sur la chaussée, mais il barrerait le trottoir. De plus, Haussmann et ses successeurs ne veulent pas de pignon donnant sur un boulevard. L'hôtel est donc rasé entre 1876 et 1877. Sur son emplacement s'élève, à l'angle sud-ouest du carrefour, l'immeuble du 177, boulevard Saint-Germain (48, rue des Saints-Pères). L'hôtel Selvois s'avançait vers le nord de 11,50 m de plus que cet immeuble, occupant toute la largeur du trottoir.
Dans le tableau des occupations ci-dessous, nous avons retenu le nom d'hôtel Selvois, par souci d'uniformité.

### La maison de Lambert de Vermont
Cette maison est évoquée l'une des principales de la rue dans la première description connue de la rue Taranne, en 1698. Il pourrait s'agir de la maison des bains qui semble la seule à l'époque à posséder un jardin aussi vaste.

« Mais la plus considérable sans contredit est la Maison du Président Lambert de Vermont dont à la vérité les Appartements ne sont pas nombreux, [mais] en récompense ils sont disposés d'une manière fort régulière. Les Meubles y font très propres & bien très bien entendus. L'Appartement d'en-haut est composé de quatre pièces de plein-pieds [sic], & cet Appartement est terminé par une Galerie. Ce qui donne encore beaucoup d'agrément à cette belle Maison est le Jardin, séparé de la cour par une longue grille en fer, lequel est orné d'un Parterre garni de Vases dorés, remplis de fleurs. Il y a dans le fond un Bosquet coupé par des allées, où l'on peut jouir de la solitude & de la fraîcheur avec autant de tranquillité que si l'on était fort éloigné du tumulte & de l'embarras de la Ville. »

### Hôtel de Sinéty (no25)
L'hôtel de Sinéty est signalé au no 25 (en 1860).
Il tient son nom du marquis de Sinety, ancien colonel de cavalerie. Il en avait hérité à titre de légataire universel de son grand-oncle M. Brancas-Villars, duc de Céreste, pair de France — qui l'occupe au moins de 1829 à 1835 et y aura un temps Wladimir Brunet de Presle comme locataire.
Le duc de Céreste tenait lui-même l'hôtel d'un legs du lieutenant-général marquis d'Avesne, allié aux Brancas, acquéreur en l'an XIII (1804-1805) de Pierre-Nicolas Berryer (1757-1841), père du célèbre avocat.
Le bâtiment était depuis 1752 le siège de la Prévôté de l'Hôtel-du-Roi, en vertu d'un long bail fait par Oré, entrepreneur des bâtiments du roi, au marquis de Sourches, grand-prévôt de France, gouverneur de Berghes. Son hôtel de Paris avait été, à l'origine, le trésor général des finances de Mademoiselle, souveraine de Dombes, Duchemin de Bisseaux étant trésorier de la princesse, puis Edme Bobert. D'un partage réalisé entre les deux filles de Robert date la séparation du bien en deux : le no 25 étant l'hôtel dit de Sinety et le no 27, l'hôtel dit de Bernis.
« On voit encore [en 1891] les consoles de balcons de l'hôtel Synéty [sic]. »

### Cimetière de la Maladerie, maison Ramelly, hôtel de Berny (no27)
Au milieu du XIIIe siècle, un cimetière pour pestiférés avait été aménagé au coin sud de la rue Taranne et de la rue des Saints-Pères, en face, donc, du cimetière Saint-Germain. Le terrain est celui de l'actuel immeuble du 175, boulevard Saint-Germain. Le 11 septembre 1877, des travaux de terrassement, entrepris dans le cadre du percement du boulevard Saint-Germain, ont mis au jour de grandes quantités d'ossements, vestiges de ce cimetière, face au 27, rue Taranne (coin sud-est de la rue Taranne, au croisement avec la rue des Saint-Pères).
Une maison, propriété d'Augustin Ramelly, est attestée sur ce terrain en 1595, date à partir de laquelle les pestiférés — et les protestants — furent enterrés dans le cimetière Saint-Germain.
Lors du décès d'Edme Robert, son hôtel, l'hôtel de Sinéty, est partagé entre ses deux filles. Le nouvel hôtel ainsi créé à l'extrémité de la rue est dit de Berny. En 1745, il est habité par le marquis de Marivaux.
C'est sans doute l'incendie de cette maison qu'évoque Diderot dans sa lettre à Sophie Volland du 8 octobre 1760.

« Hier, je m'en revenais de chez M. Damilaville, à minuit, par le plus affreux temps du monde… Arrivé à ma porte, Jeanneton appelée, en attendant qu'elle descendît, mon fiacre m'a dit qu'un hôtel qui fait le coin de la rue des Saints-Pères, à côté de chez moi, habité par M. de Bacqueville, était en feu. […] Le feu y était depuis midi. […] Une grande aile de l'hôtel a été brûlée. »

### Hôtel de l'abbé Viennet (nos21-23)
Les nos 21 et 23 ne formaient qu'un immeuble, celui dit de l'abbé Viennet (ou Viennoy), curé de l'église Saint-Merri ou « ancien conseiller-clerc au Parlement ».

### Fontaine de la Charité (entre lesnos18 et 20)

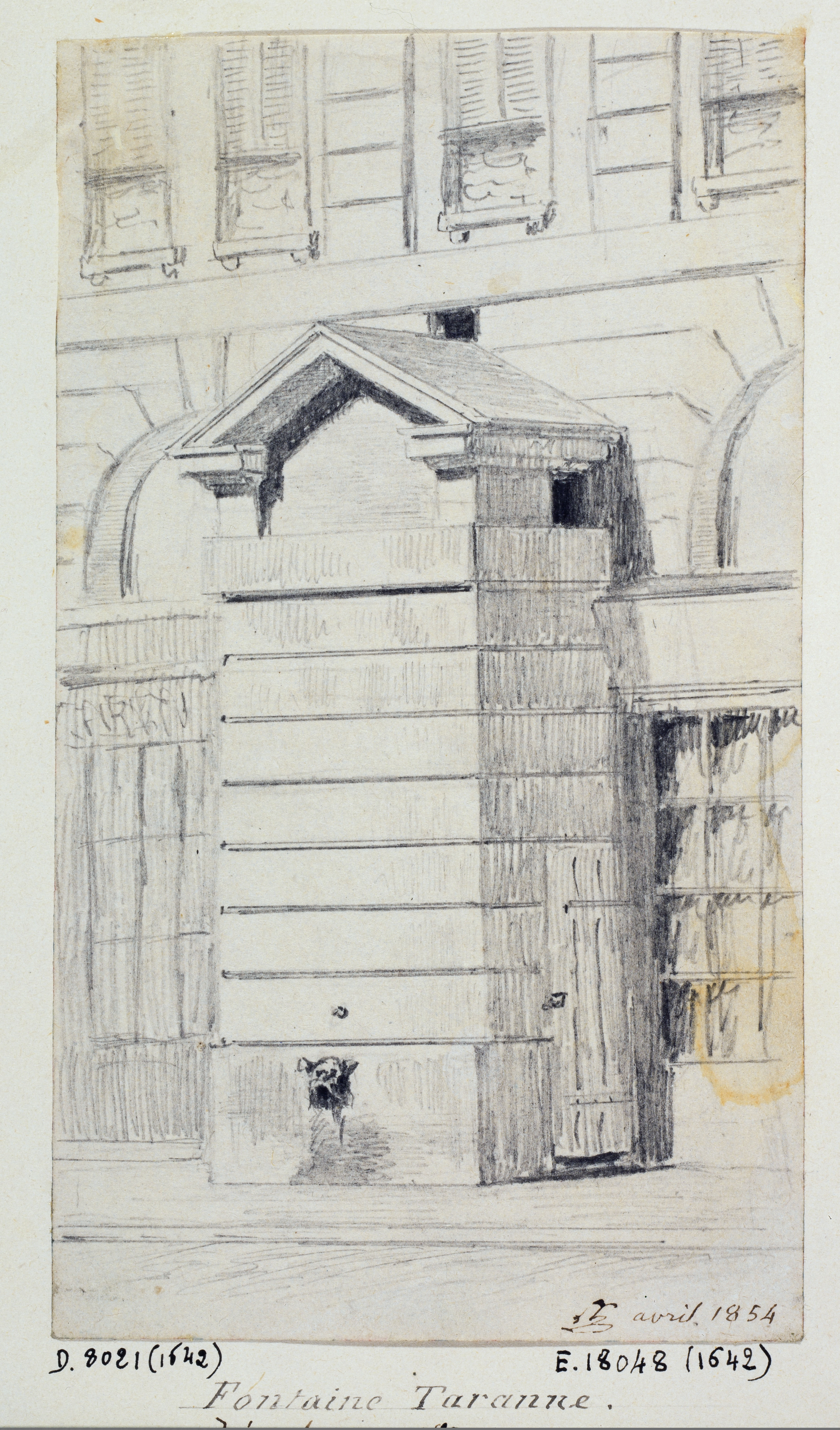
La fontaine de la Charité en 1854.

La fontaine de la Charité est construite en 1675, à côté d'une porte d'accès à l'hôpital, et détruite en 1860[réf. nécessaire].

### Imprimerie de Louis-François Prault (nos16-749)
L'adresse de l'imprimerie de Louis-François Prault (1734-1806) a porté, rue Taranne, les numéros 749 (attesté entre 1798-1805) et 16 (entre septembre 1805 et 1806). Ces deux numéros désignent donc probablement le même immeuble.
Louis-François Prault était imprimeur du Roi et ami du peintre Jean-Honoré Fragonard, qui en aurait fait son portrait.
Sa bibliothèque et son fonds de commerce furent vendus en 1807 par sa veuve : « La vente des livres se fera en la maison de M. Prault, rue Taranne no 16, à cinq heures de relevée le lundi 16 février 1807 et les huit jours suivants. »

### Maison des bains (no12)
Cette vaste propriété apparait sur un plan de 1728 (voir ci-dessus). Elle fait face à la rue du Sépulcre.
D'Holbach aurait vécu dans cet immeuble qui était à l'époque la propriété du comte de Polignac.

#### Les bains
Le nom de « maison des bains » est attesté à partir de 1809.
Entre 1818 et 1826, les bains Taranne sont tenus par Charles Troyes et compagnie ; on y trouve des bains de luxe et d'eaux minérales. Les propriétaires y établissent également un dépôt d'eaux minérales naturelles aux propriétés médicinales, d'origines françaises et étrangères. Son épouse meurt à cette adresse le 22 avril 1832.
En 1828, les bains passent entre les mains de M. Cabanes et sont restaurés.
En 1829, les bains sont tenus par M. Deruez, pharmacien de son état, « avec élégance et propreté ».

#### Sociétés savantes
Le bâtiment fut par ailleurs le siège de la Société de géographie de 1822 à 1827 et de plusieurs autres sociétés au XIXe siècle, telles la Société de la morale chrétienne, la Société française pour l'abolition de l'esclavage, la Société pour l'instruction élémentaire et la Société asiatique.

### Hôtel de Taranne
Le plan de Roussel de 1730 situe l'hôtel de Taranne au milieu du tronçon entre la place Saint-Benoît et la rue du Sépulcre.
Édouard Fournier précise que l'hôtel occupait effectivement le terrain situé entre les futures petite et grande rues Taranne, qu'il fut partiellement démoli pour percer la rue du Sépulcre et que son jardin fut amputé pour dessiner la petite rue Taranne et la cour du Dragon. Il s'ensuit que l'hôtel se situait au coin de la rue du Sépulcre, à l'emplacement de l'actuel 163, boulevard Saint-Germain.
D'après d'Aucourt, ce bâtiment portait le no 11 de la rue Taranne et communiquait avec la cour du Dragon, mais il signale un second hôtel Taranne au no 8, sur le trottoir d'en face, donc.
En 1754, on y signale une belle cour, des remises et des écuries. Le loyer mensuel des appartements varient entre 60 et 600 livres.

### Hôtel de Bourgogne
« Appartements depuis 70, 120, 150, 200 & 230 liv. par mois. Table d'hôte à 30 sols par repas. » (1754).

### Hôtel du Grand Écuyer
« Appartements depuis 60, 80, 120 & 150 liv. par mois. » (1754).

### Hôtel de Damas
De 1714 à 1784, l'hôtel de Damas (de la famille de Damas liée aux Sourches ?) semble avoir été la propriété ou la résidence de fonction de Louis I et de son fils Louis II Bouchet de Sourches, grands prévôts de France. La fonction et le titre de marquis de Sourches se transmettait dans la famille depuis 1646.

## Relevé des occupants

### Remarque méthodologique
Le tableau ci-dessous est à considérer avec prudence pour différentes raisons. Il repose sur des sources secondaires susceptibles de véhiculer des erreurs. Les dates sont celles d'un signalement référencé et non d'une date d'arrivée ou de départ. Les données sont lissées — les noms de famille en particulier — pour rendre le tri pertinent. Les sources contiennent parfois des informations supplémentaires qui n'ont pas été reprises dans le tableau.

## Évocations dans la littérature
- Alexandre Dumas, Mille et un fantômes, chapitre 7
- Jules Vallès, Le Bachelier : « On ne va pas au café, mais il y a le restaurant de la mère Petray, rue Taranne, où l’on dîne en bande le soir. »
- Jules Verne, Les Cinq Cents Millions de la Bégum, Paris, Hetzel, 1879, p. 4[118] : « Isidore Sarrasin est mort à Paris en 1857, VIe arrondissement, rue Taranne, numéro 54, hôtel des Écoles, actuellement démoli. »
- Paul de Kock, La Petite Lise, Œuvres, G. Barba, 1870, vol. 28, p. 44

« — Monsieur, j'ai oublié de prendre de l'eau de mélisse des Carmes… c'est indispensable lorsqu'on se sent indisposé… on peut aussi s'en frotter les tempes. c'est un préservatif… donnez-m'en un flacon, s'il vous plaît.
— Voilà, madame.
— C'est bien de la véritable ? n'est-ce pas, monsieur ; vous ne voudriez pas me tromper ! des vrais Carmes, de la véritable rue Taranne ?
— Madame, je n'en connais pas deux à Paris. »
- Jules Janin, Jules Janin peint par lui-même, L'Âne mort et la Femme guillotinée, Paris, Librairie des bibliophiles, 1876, XXXIX : « Alors, pour la première fois, la rue Taranne, que je trouvais si belle avec sa fontaine d'eau claire et limpide. »
- Édouard Charton, « Études politiques sur l'épicier : épisode de la vie de Claude Tarin », Revue encyclopédique, vol. 57, février 1833, p. 322.
- Tatiana de Rosnay, Rose, éditions Héloïse d'Ormesson, 2010  (ISBN 978-2-35087-160-8). Histoire du quartier et de sa transformation à la fin du XIXe siècle.
- P. Guérinet, Paul, ou les Dangers d'un caractère faible, histoire religieuse et morale, Tour, A. Mame, 1839, p. 102. Évocation d'un tailleur au no 5 de la rue.
- Denis Diderot, lettre de Diderot à Falconet, du 6 décembre 1773, « qui s'y montre tel qu'il était jadis rue Taranne[119] ».

## Iconographie
Vu sa destruction de la rue à la fin du XIXe siècle, les photographies sont rares. Les gravures et dessins sont à peine plus abondants.
- [Porte du no 9 de la rue Taranne], in : François Thiollet (1782-1859), Serrurerie et fonte de fer récemment exécutées (…), Paris, Bance aîné, 1832, planche no 2 (demi-porte au centre de la planche).
- Photographie de Charles Marville, « Rue Taranne (vue depuis le carrefour Saint-Benoît) », vers 1865, « Photographies des rues de Paris sous le Second Empire », t. VIII, Bibliothèque administrative de la Ville de Paris (en ligne).
- Photographie de Charles Marville, Carrefour Saint-Benoît (avec la rue Taranne qui part vers la droite de la photo et la plaque de rue bien visible (en ligne).
- Charles Marville, Coin de la rue Saint-Dominique et de la rue des Saint-Pères, vers 1876. State Library of Victoria, reproduite sur le site vergue.com. La plaque de rue de la rue Taranne est visible à gauche de l'image.
- Plan de l'hôpital de la Charité, de l'église et de la fontaine dans Adolph Bery, Topographie historique du vieux Paris, Paris, Imprimerie nationale, 1885, p. 218.
- Daniel Gittard, [Vue de la rue Taranne, hôtel de Saint-Simon et fontaine de la Charité], gravure reproduite dans Sébastien Charlety, Histoire du Saint-simonisme, P. Hartmann, 1931 (2e éd.

### Histoire de Paris
- Ordonnance de Louis-Philippe du 29 avril 1839 concernant l'alignement des voies publiques, dans M. Alphand, Recueil de lettres patentes, ordonnances royales, décrets et arrêtés préfectoraux concernant les voies publiques, Paris, Impr. nouvelle, 1886, vol. 1, p. 159-160.
- Christian Generat, « Vestiges du cimetière protestant de la rue des Saints-Pères », parisecret.20minutes-blogs.fr, 4 décembre 2009.
- Laurent Gloaguen, Rue des Saint-Pères, c. 1876, en ligne, vergue.com.
- Hurtau et Magny, Dictionnaire historique de la ville de Paris et de ses environs, Paris, Moutard, 1779, t. IV, p. 455.
- Jaillot, Recherches critiques, historiques et topographiques sur la ville de Paris, Paris, Lottin, 1775, t. V, chap. XX, « Quartier S. Germain-des-Prés ».
- Localisation de la rue Taranne sur un plan de Paris de 1705. On notera la mention Rue de (sic) Tarane (sic) : l'article n'apparaît pas sur les plans ultérieurs du même site.
- Charles Lefeuve, Les Anciennes Maisons de Paris. Histoire de Paris rue par rue, maison par maison, Paris, C. Reinwald, 1875, t. III, p. 362-366. NB. Comme indiqué en note p. 362, la notice a été écrite en 1860, soit 15 ans avant la rédaction de l'ouvrage.
- Rue Taranne, c. 1866, Vergues.com, en ligne, consulté le 19 septembre 2017. Historique, plans (dont celui des expropriations prévues de 1867), photos de Marville.

### Plans cadastraux
Les plans cadastraux proposés en ligne par les Archives de Paris, mettent bien en évidence l'évolution du quartier entre le début et la fin du XIXe siècle :
- Cadastre de Paris par îlot (1810-1836), plan du 37e quartier « Monnaie » :
  - îlots nos 20 et 21 (trottoir nord), F/31/92/10 ;
  - îlot no 22 (côté sud, partie ouest - de la rue des Saints-Père à la rue du Dragon), F/31/92/11 ;
  - îlot no 23 (côté sud, partie est - de la rue du Dragon à la rue Saint-Benoît), F/31/92/12 ;
- Plans parcellaires de Paris, fin XIXe siècle, plan du 24e quartier « Saint-Germain-des-Prés », archives de Paris, 15e feuille (PP/11936/C), 19e feuille (PP/11915/A) ;
- Taranne (grande rue), Félix Lazare et al., Dictionnaire administratif et historique des rues de Paris et de ses monuments, Paris, 1844-1849, p. 627-628.

### Rapport à Denis Diderot
- (en) Laurence L. Bongie, « Diderot and the rue Taranne », Studies on Voltaire and the Eighteenth Century Norwich, 1980, no 189, p. 179-190.